# Notaden
Notaden – rodzaj płazów bezogonowych z rodziny Limnodynastidae.

## Zasięg występowania
Rodzaj obejmuje gatunki występujące w Australii.

## Systematyka

### Etymologia
Notaden: gr. νωτον nōton „grzbiet”; αδην adēn, αδενος adenos „gruczoł”.

### Podział systematyczny
Do rodzaju należą następujące gatunki:
- Notaden bennettii Günther, 1873 – pustynnica katolicka[6]
- Notaden melanoscaphus Hosmer, 1962
- Notaden nichollsi Parker, 1940
- Notaden weigeli Shea & Johnston, 1988